# Universidad de California

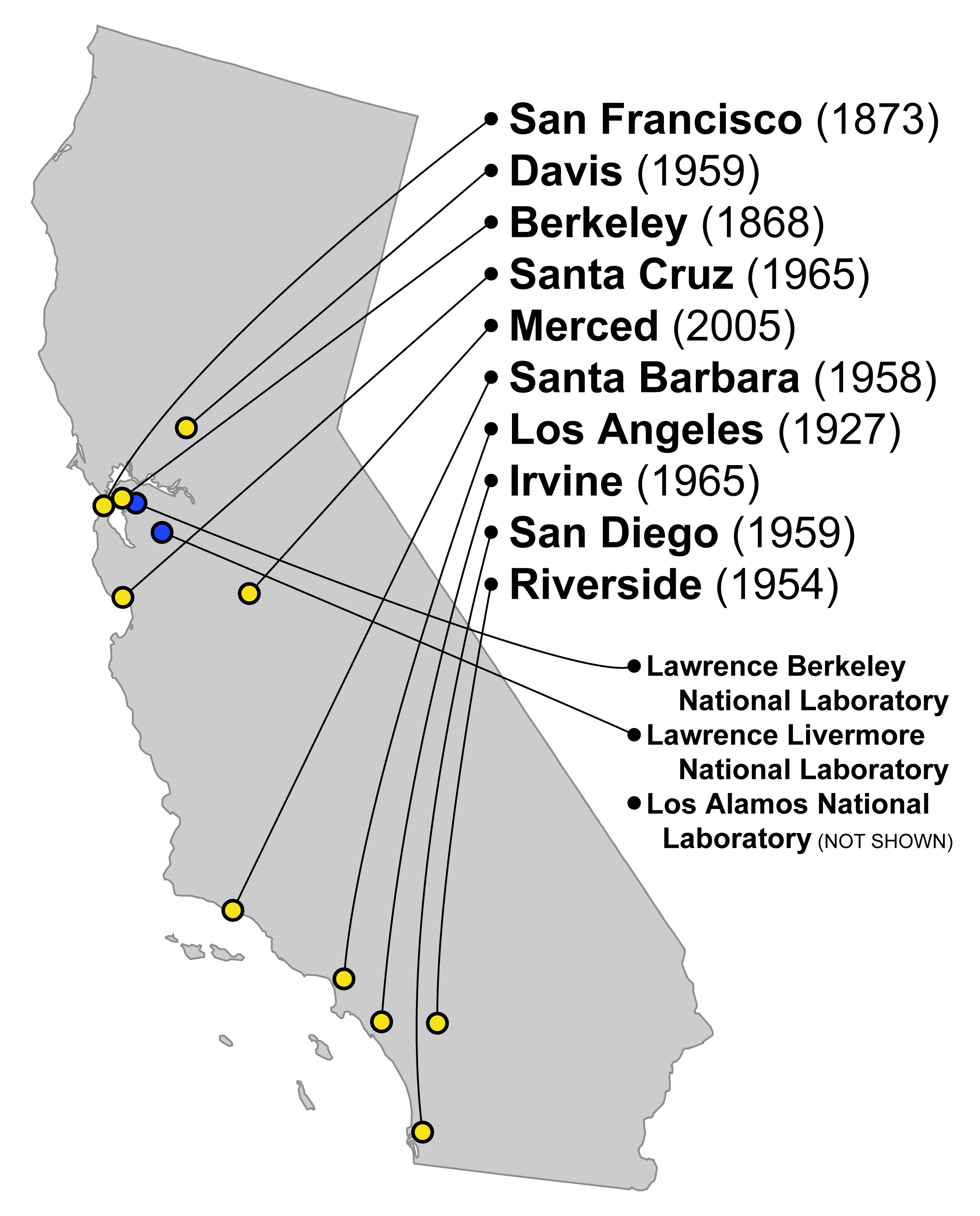
Mapa del sistema

La Universidad de California  (UC) es un sistema público de universidades en el Estado de California, en los Estados Unidos de América. Conforme al Plan Maestro para Educación Superior de California, es uno de los tres sistemas públicos de educación superior junto con el de la Universidad Estatal de California (CSU) y los Colegios Comunitarios de California (CCC).

## Información general
La Universidad de California tiene un alumnado combinado (pregrado y posgrado) de más de 1.900.000 estudiantes, y más de 1.340.000 egresados de este sistema de universidades viven y trabajan hoy día en todo el mundo. Su presupuesto total en 2009, sumando el de todas las instituciones que lo componen más los programas globales, fue de 7.800 millones de dólares, lo que lo convierte en el duodécimo más elevado de los Estados Unidos. 
El sistema de la Universidad de California aglutina las siguientes sedes:
- Universidad de California en Berkeley
- Universidad de California en Davis
- Universidad de California en Irvine
- Universidad de California en Los Ángeles
- Universidad de California en Merced
- Universidad de California en Riverside
- Universidad de California en San Diego
- Universidad de California en San Francisco
- Universidad de California en Santa Bárbara
- Universidad de California en Santa Cruz

Su primera universidad, UC Berkeley, fue fundada en 1868, mientras que su décima y más nueva, UC Merced se abrió en el otoño del 2005. Todas admiten estudiantes de pregrado y posgrado, con dos excepciones: la UCSF admite solo a estudiantes de posgrado y profesionales de ciencias médicas y de la salud.
Las universidades del sistema se jactan de tener un gran número de facultades prestigiosas en casi todos los campos del conocimiento. Ocho de sus universidades con programas de posgrado están clasificadas entre las 100 primeras universidades de los Estados Unidos según el U.S News and World Report y el Academic Ranking of World Universities, seis entre las 50 primeras, y dos entre las 25 primeras. El sistema es considerado como un modelo para otras instituciones públicas en los Estados Unidos.
Mientras que el sistema representa la red más importante de universidades públicas del estado, la función de educación generalista se ha dejado en manos del sistema de la Universidad Estatal de California. Este se concentra más en dar educación práctica para uso directo en el trabajo mientras que la red de la Universidad de California se ocupa de otorgar educación teórica que prepara a sus alumnos para adquirir trabajos que requieren niveles más altos de educación, como catedráticos, doctores, abogados, y negociantes de alto rango. Comparando ambas, solamente la Universidad de California está facultada para otorgar doctorados, algo que le da un mayor prestigio junto con mejores resultados en los rankings nacionales.

## Historia

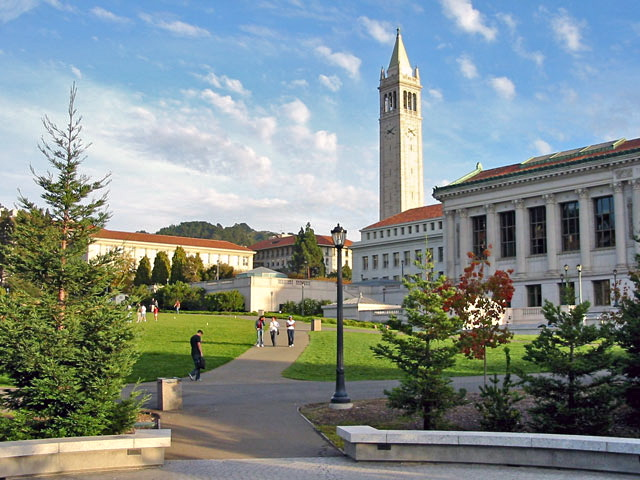
Berkeley.

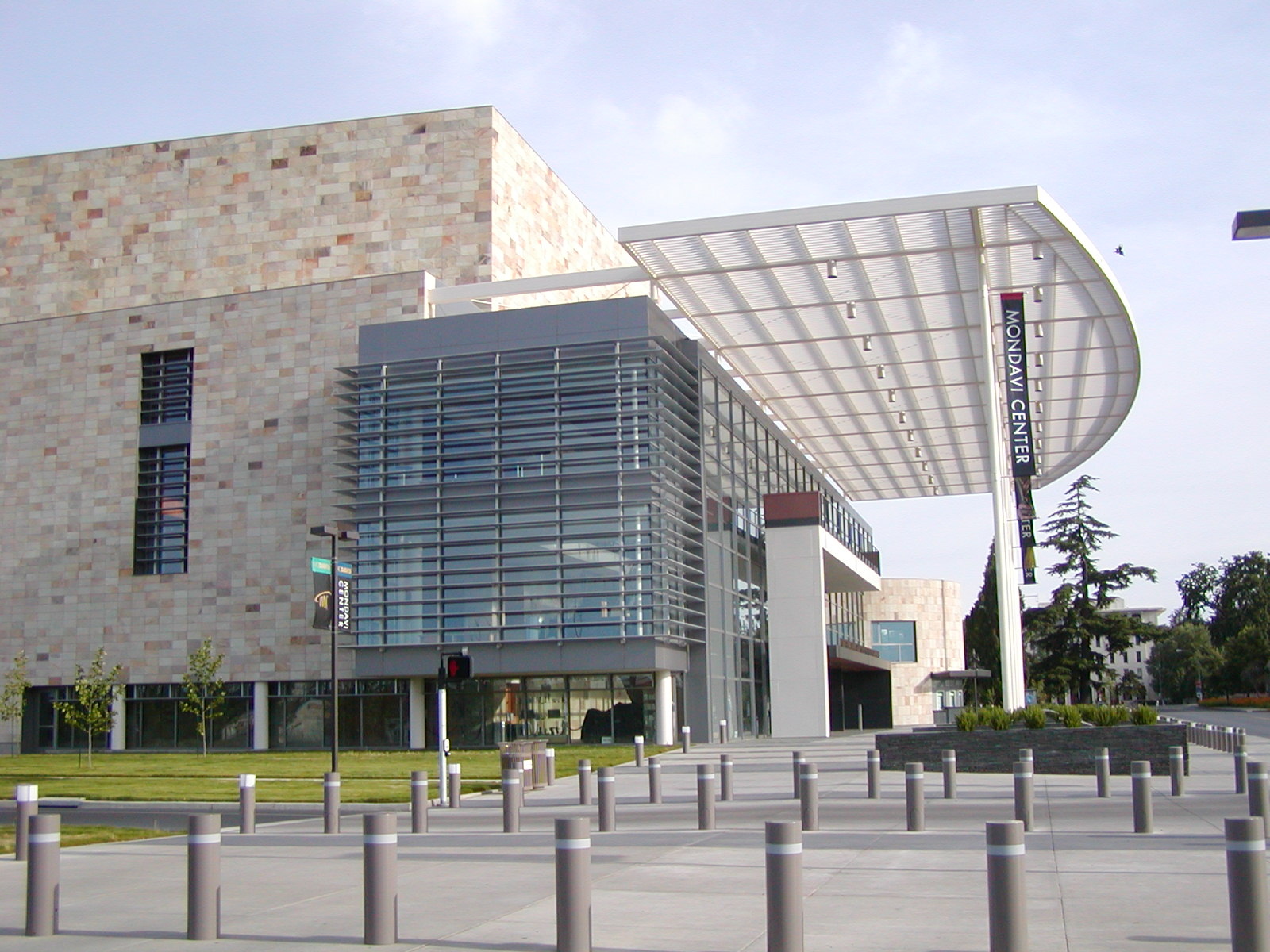
Davis.

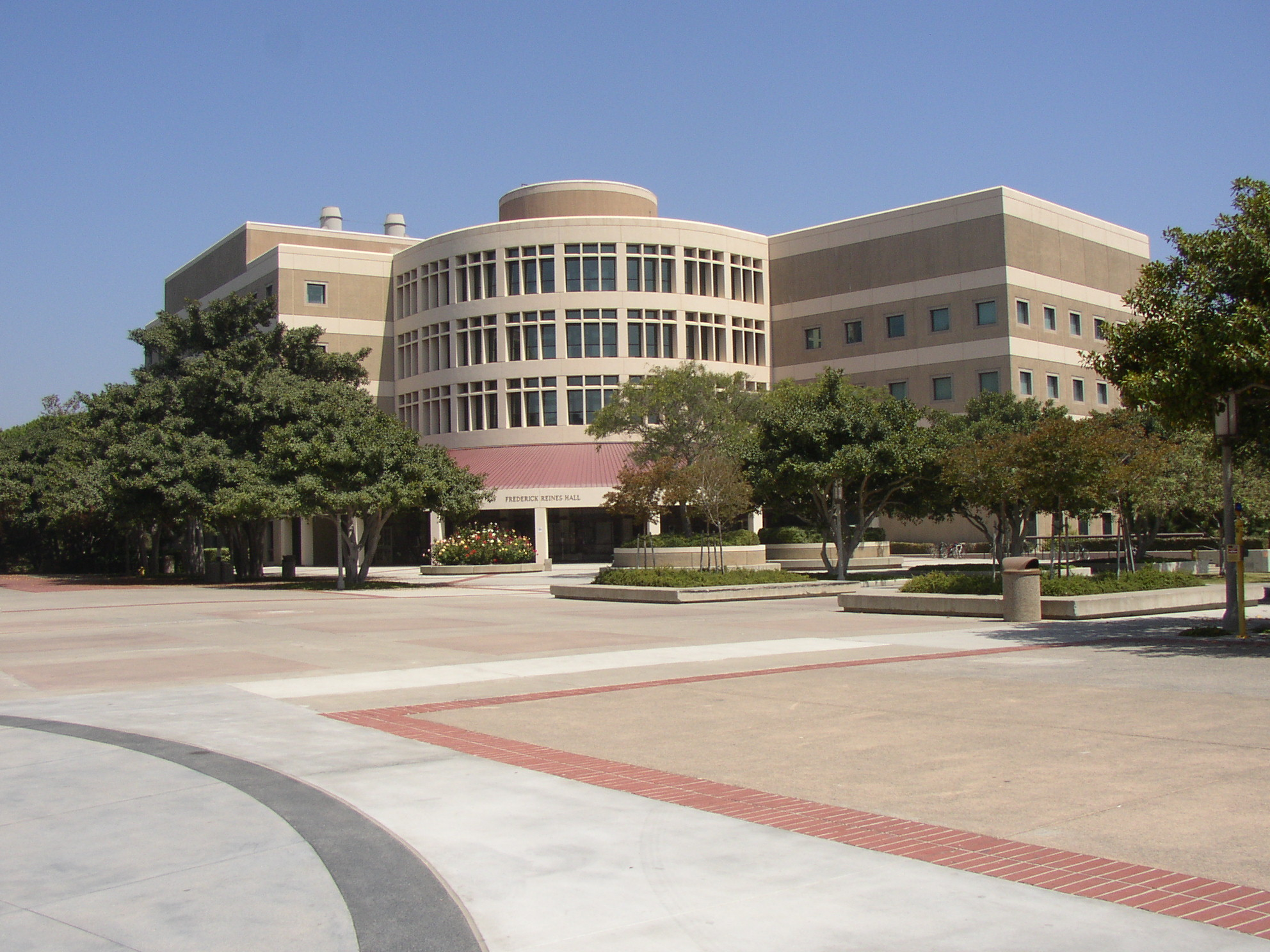
Irvine.

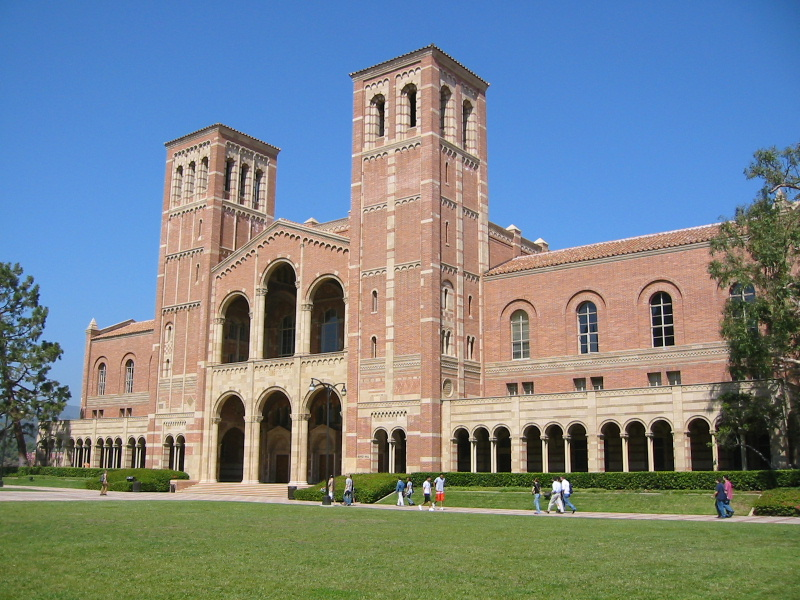
Los Ángeles.

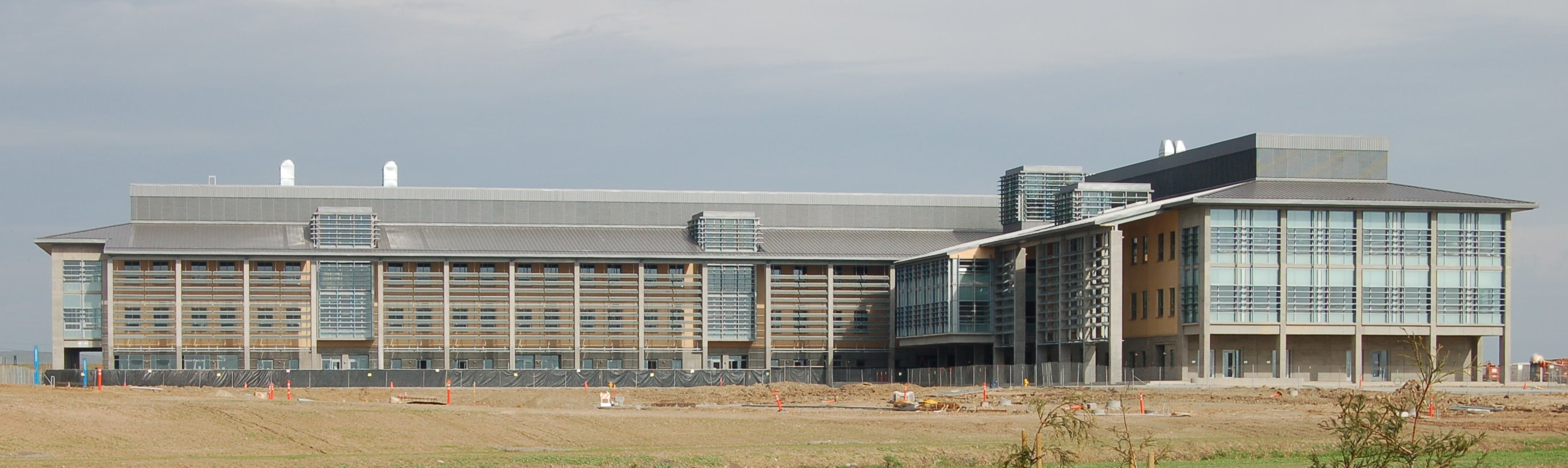
Merced.

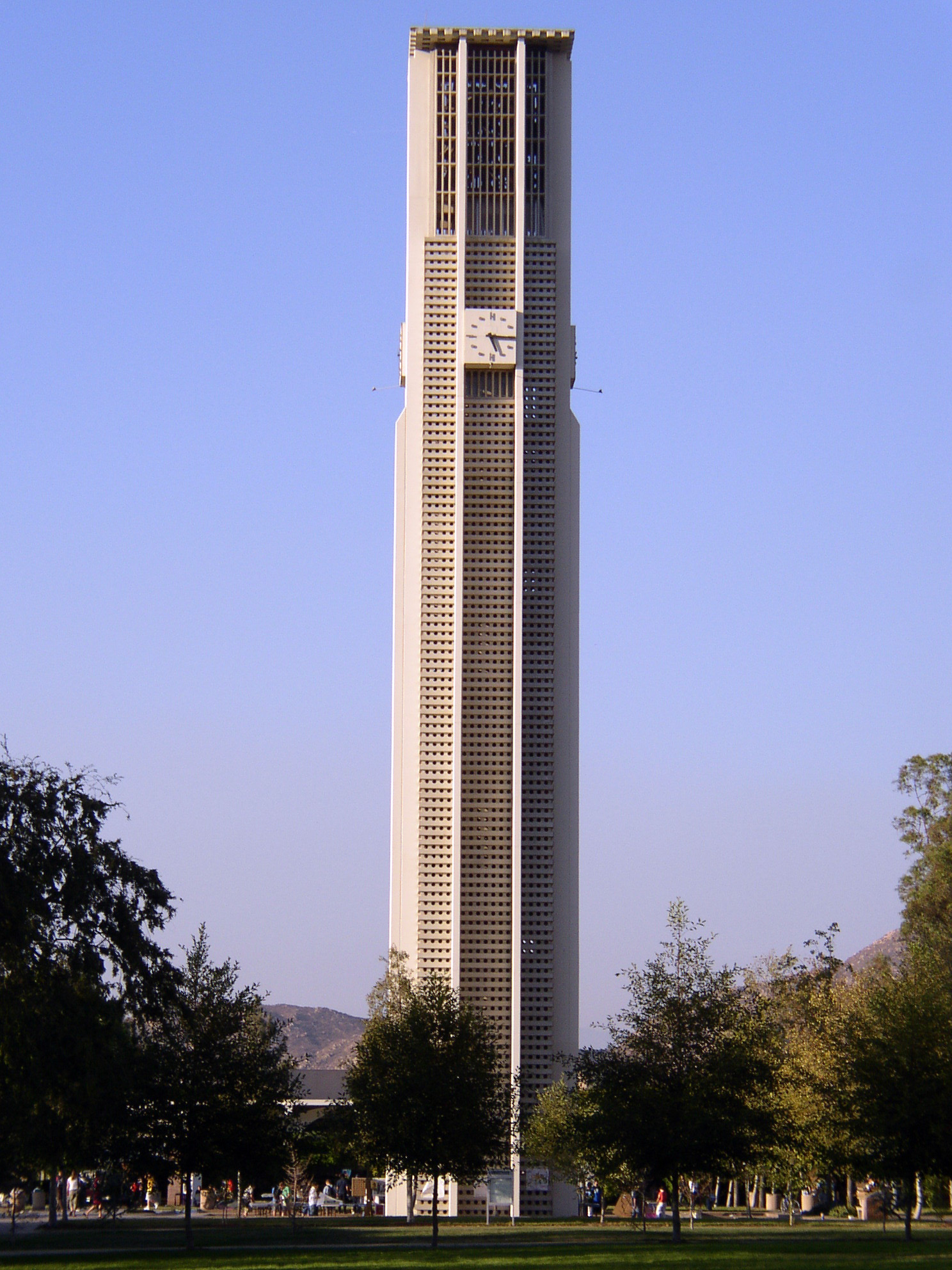
Riverside.

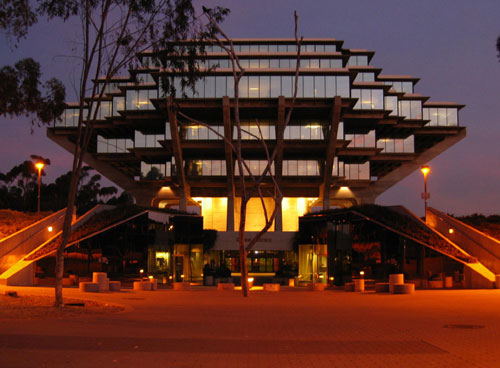
San Diego.

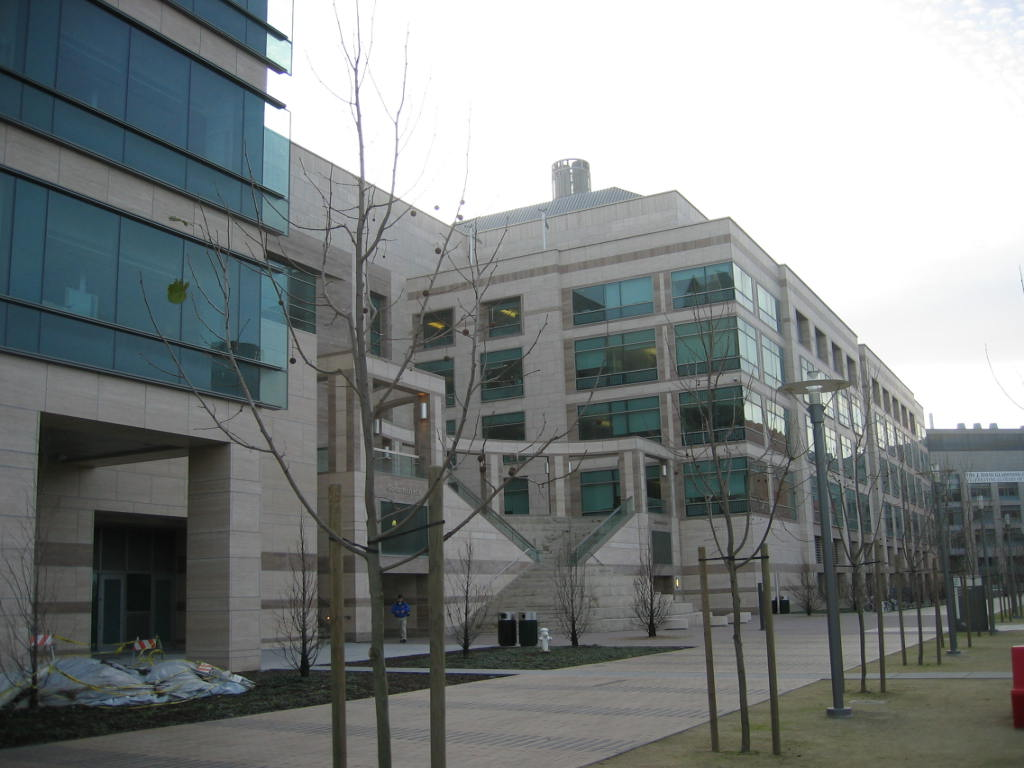
San Francisco.

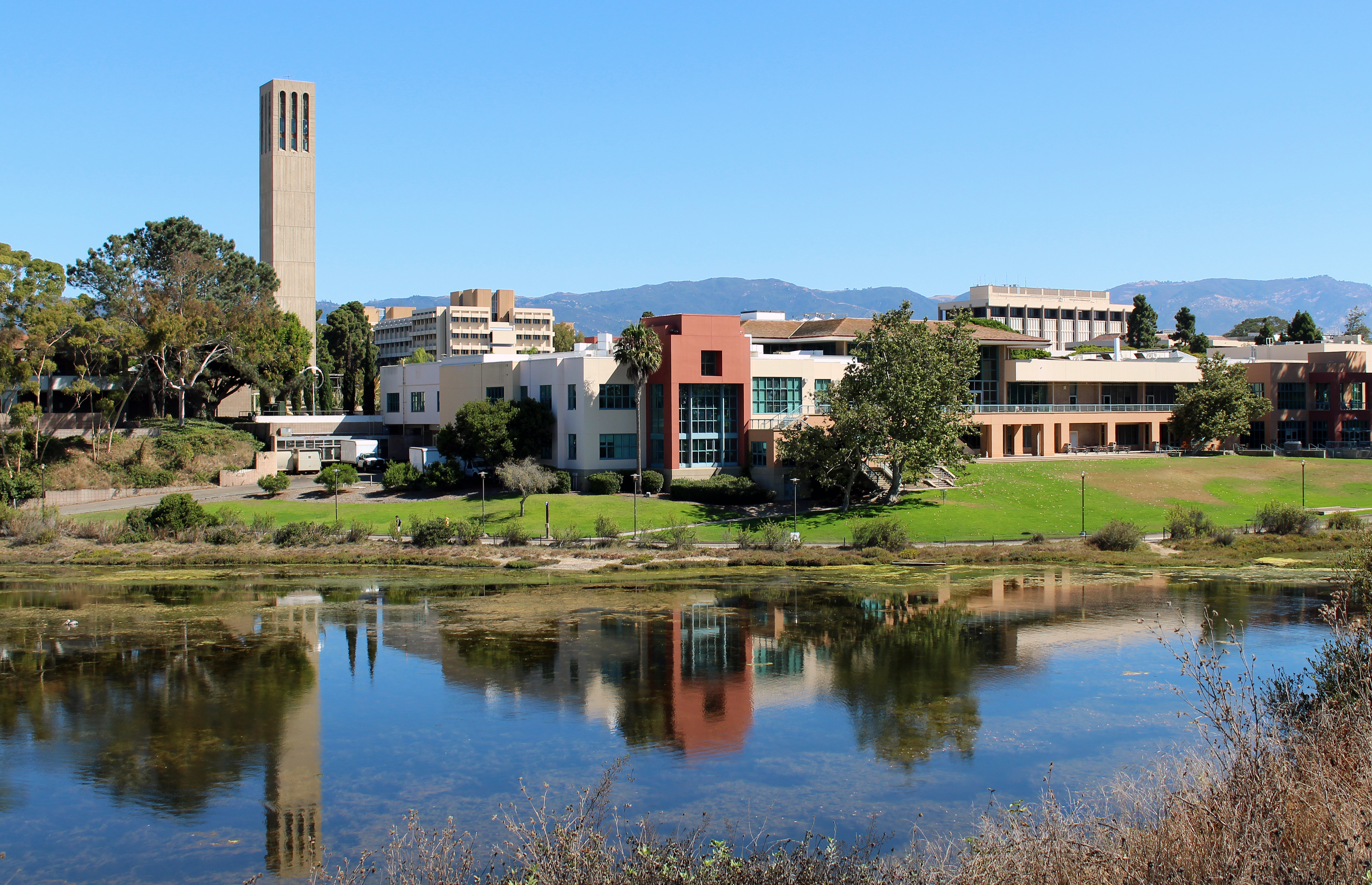
Santa Bárbara.

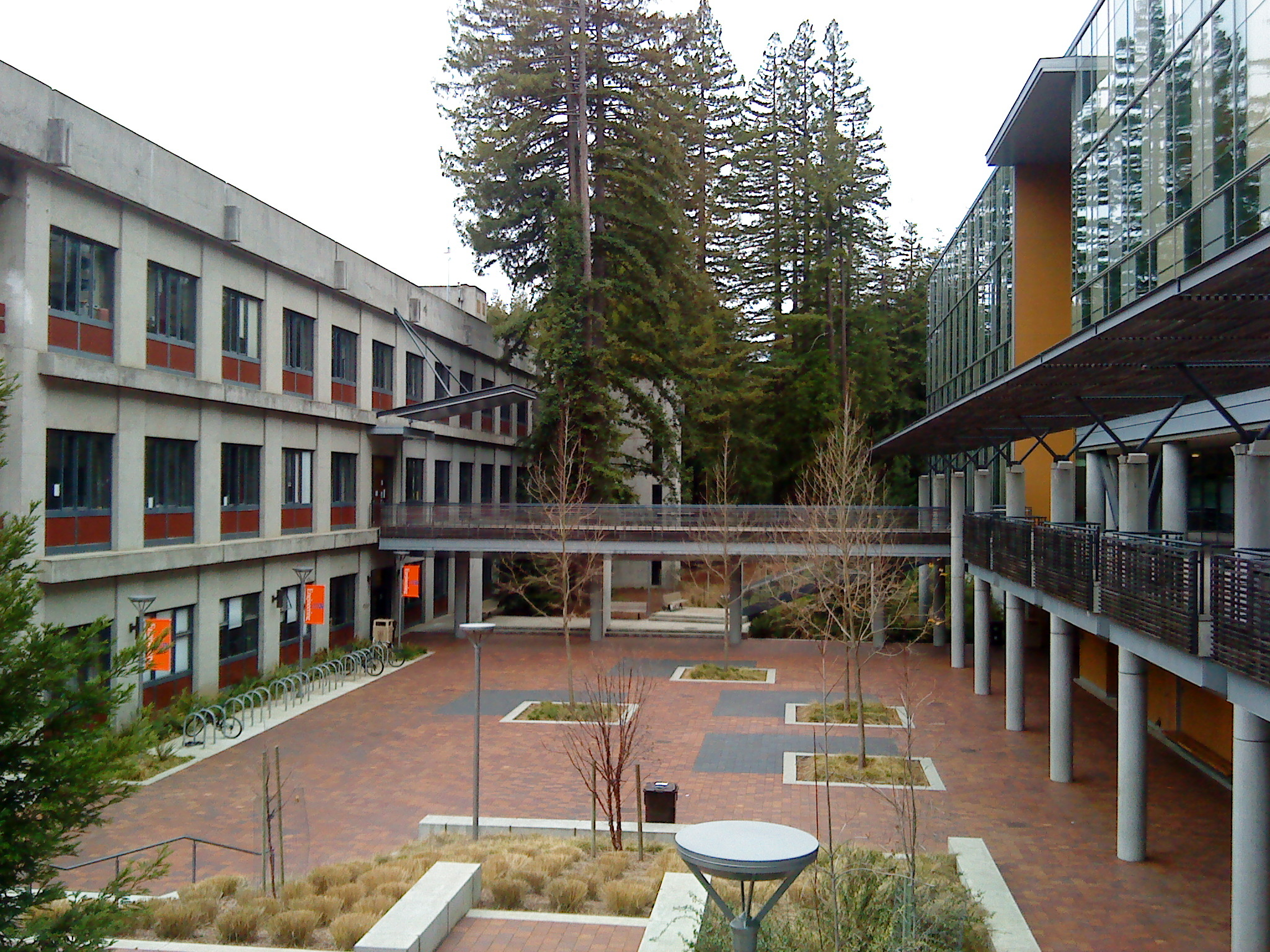
Santa Cruz.

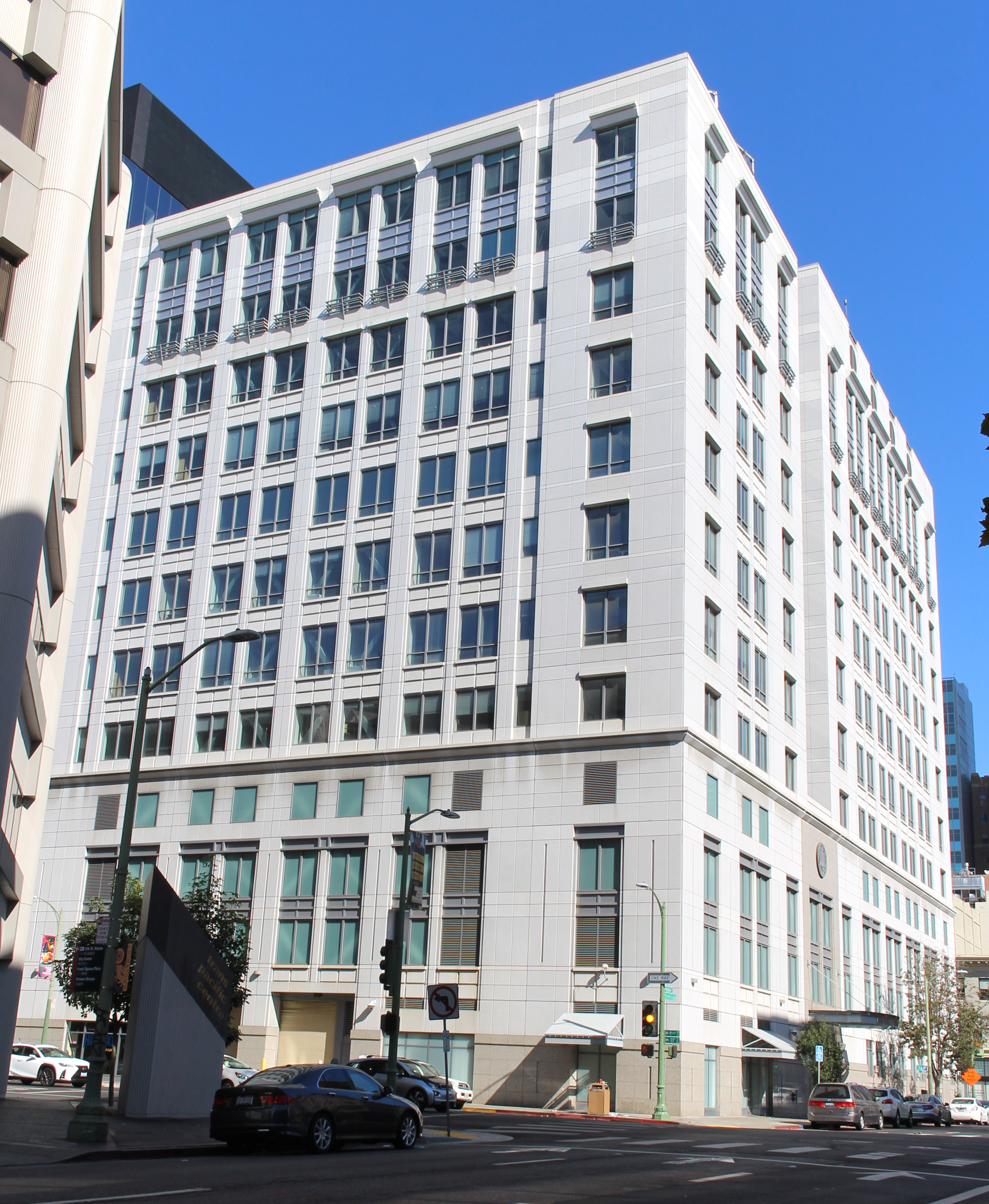
Oficina del Presidente de la UC en Oakland.

En 1849, el estado de California ratificó su primera constitución, la cual contenía el objetivo expreso de crear un sistema educativo completo, incluyendo una universidad estatal. Aprovechando el acta de Congreso Morill Land Grant Act, la Legislatura Estatal de California estableció un colegio de Agricultura, Minería, y Artes Mecánicas en 1866. Aunque este colegio fue dotado de suficientes fondos, carecía de terrenos donde instalarse.
Por otro lado, el ministro congregacional Henry Durant, un exalumno de Yale, había establecido la privada Academia de Contra Costa el 20 de junio de 1853 en Oakland, California. El lugar inicial estaba entre las calles 12 y 14 en el centro de Oakland, la calle Harrison y la calle Franklin. Su objetivo final era crear un colegio, lo cual consiguió en 1855 con la creación del College of California. Esperando expandirse y recaudar fondos, los administradores del College of California formaron la College Homestead Association, que pudo adquirir 160 acres (650.000 m²) de tierra en lo que es ahora Berkeley en 1866.
El Gobernador Frederick Low favoreció el establecimiento de una universidad estatal basada sobre el plan de la Universidad de Míchigan, y así puede ser considerado en cierto modo como el fundador de la Universidad de California. En 1867, sugirió una fusión del ya existente College of California con la ya propuesta universidad estatal. Los administradores del College of California aceptaron unirse con el colegio estatal, pero bajo una condición: que no solo hubiera simplemente un "Colegio de Agricultura, Minería y Artes Mecánicas", sino una universidad completa. Finalmente el establecimiento de la Universidad de California fue firmado por el gobernador Henry H. Haight (sucesor de Low) el 23 de marzo de 1868.                      
El segundo presidente de la Universidad de California, Daniel Coit Gilman, abrió el campus de Berkeley en septiembre de 1873. Ese mismo año, el Toland Medical College (Colegio Médico de Toland) había aceptado ser el "Departamento Médico" de la Universidad; posteriormente evolucionó para convertirse en la UCSF. En 1878, la Universidad estableció su primera escuela de derecho en San Francisco con una donación de US$100.000 de Serranu Clinton Hastings; hoy es el Hastings College of Law (Colegio de Derecho Hastings).
En 1905, la Legislatura estableció una University Farm School que se ubicó en Davis y en 1907 una Citrus Experiment Station en Riverside como adjuntas al Colegio de Agricultura en Berkeley. En 1959, la Legislatura promovió la "Granja" y la "Estación" al grado de "campus general", creando respectivamente, la UC Davis y la UC Riverside.
En 1919, la Legislatura dispuso que una existente escuela de Magisterio en Los Ángeles que se convirtiera la "rama Sur" de la Universidad. Posteriormente la rama Sur se convirtió en la UCLA, en 1927. En 1944, el anterior Colegio Estatal de Santa Bárbara (renombrado UC Santa Bárbara) llegó a ser el tercer campus de educación general en el sistema de la Universidad de California.
El campus de San Diego fue fundado como una estación marina en 1912 y llegó a ser UCSD en 1959. Se establecieron después campus en Santa Cruz e Irvine en 1965. La UC Merced abrió sus puertas en el otoño del 2005. El Plan Maestro para Educación Superior de California de 1960 estableció que la UC ofertaría plazas para los  12,5% (1/8) mejores estudiantes de último año de secundaria. Antes de la promulgación del Plan Maestro, la UC ofertaba plazas para el 15%. Pero la universidad no sigue todos los principios de este plan, como el límite de que ningún campus exceda los 27 500 matriculados para asegurar la calidad. Tres campus: Berkeley, UCLA y Davis, actualmente matriculan a más de 30 000.      
De acuerdo con los periódicos españoles, representantes de la UC han visitado Madrid para estudiar la posibilidad de abrir el primer campus de la UC fuera de los Estados Unidos en 2014.

## Académicas
Investigadores de la UC son responsables de más de 5.505 inventos y 2.497 patentes. Los investigadores desarrollan tres inventos por día.
La Universidad de California y la mayoría de sus campus son miembros de la Asociación de Universidades Americanas (Association of American Universities, AAU). El sistema cuenta entre su personal académico (en 2002) con:
- 389 miembros de la Academia Estadounidense de las Artes y las Ciencias
- 5 ganadores de la Medalla Fields
- 19 académicos del Programa Fulbright
- 25 miembros del Programa MacArthur
- 254 miembros de la Academia Nacional de Ciencias de Estados Unidos
- 91 miembros de la Academia Nacional de Ingeniería
- 13 galardonados con la National Medal of Science (Medalla Nacional a la Ciencia)
- 37 galardonados con el Premio Nobel. Hay ganadores del premio en casi todos los campus excepto en Davis, Merced, Riverside y Santa Cruz. Este es el número más grande de premiados con el Nobel de cualquier universidad.[7]
- 106 miembros del Instituto de Medicina

Ocho campus usan el sistema de cuatrimestres, mientras que Berkeley y Merced usan el sistema semestral. Sin embargo, la Escuela de Medicina David Geffen en UCLA y todas las escuelas de derecho de la UC usan el sistema semestral.

### Bibliotecas de la UC
Con 34 millones de elementos, el sistema de bibliotecas de la Universidad de California contiene una de las colecciones más grandes en el mundo. Cada campus mantiene su propio catálogo de la biblioteca y también participa en un sistema catálogo unificado, MELVYL. Además de las bibliotecas en los campus, el sistema de la UC también mantiene dos instalaciones como bibliotecas regionales (una para el norte de California y otra para el sur de California) que aceptan elementos viejos de todas las bibliotecas de los campus de la UC es su respectiva región. Desde 2007, la Biblioteca de la Región Norte alberga 4,7 millones de volúmenes, mientras que la Biblioteca de la Región Sur contiene 5,7 millones de volúmenes.

## Gobierno
La Universidad de California es gobernada por los Regentes de la Universidad de California, como requiere la actual Constitución del Estado de California. Dieciocho regentes son designados por el gobernador para un mandato de doce años. Un miembro es un estudiante asignado para un mandato de un año. Hay también siete miembros ex officio (el gobernador, el vicegobernador, el presidente de la Asamblea, Superintendente de Instrucción Pública, el presidente y el vicepresidente de la Asociación de Alumnos de la UC, y el presidente de la UC). Según un informe emitido por la Asociación Occidental de Escuelas y Universidades (Wester Association of Schools and Colleges, WASC), el sistema de la UC ha "tenido problemas significativos de gobierno, liderazgo y toma de decisiones", con mucha "confusión sobre los papeles y responsabilidades del presidente de la universidad, los regentes y los diez rectores de los campus, sin ninguna línea clara de autoridad y límites."

### Presidentes de la Universidad de California
| - 1868-1869 Henry Durant - 1869-1870 John LeConte - 1870-1872 Henry Durant - 1872-1881 Daniel Coit Gilman - 1881-1885 W.T. Reid - 1885-1888 Edward S. Holden - 1888-1890 Horace Davis - 1890-1899 Martin Kellogg - 1899-1919 Benjamin Ide Wheeler - 1919-1923 David Prescott Barrows - 1923-1930 William Wallace Campbell | - 1930-1958 Robert Gordon Sproul - 1958-1967 Clark Kerr - 1967-1967 Harry R. Wellman - 1967-1975 Charles J. Hitch - 1975-1983 David S. Saxon - 1983-1992 David P. Gardner - 1992-1995 Jack W. Peltason - 1995-2003 Richard C. Atkinson - 2003-2008 Robert C. Dynes - 2008-2013 Mark Yudof - 2013-2020 Janet Napolitano - 2020-presente Michael V. Drake |

## Laboratorios nacionales
La Universidad de California regenta y opera directamente un laboratorio del Departamento de Energía de los Estados Unidos:
- Lawrence Berkeley National Laboratory (LBNL) (Barkeley, California)

La UC es también socia de dos compañías privadas, Los Alamos National Security LLC y Lawrence Livermore National Security, que dirigen y operan un laboratorio del mismo departamento cada una:
- Laboratorio Nacional Los Álamos (LANL) (Los Álamos, Nuevo México)
- Lawrence Livermore National Laboratory (LLNL) (Livermore, California)